# ツバクロザメ
ツバクロザメ (燕鮫) Carcharhinus oxyrhynchus はメジロザメ科に属するサメの一種。南米北東部の浅い海域に分布し、濁った水を好むが淡水は嫌う。全長1.5mで、尖った長く平たい吻、小さい眼、大きな胸鰭が特徴。
餌は小魚。胎生で雨季に繁殖し、産仔数2-8。人には無害。近年急激に減少しており、IUCNは保全状況を絶滅寸前としている。

## 分類

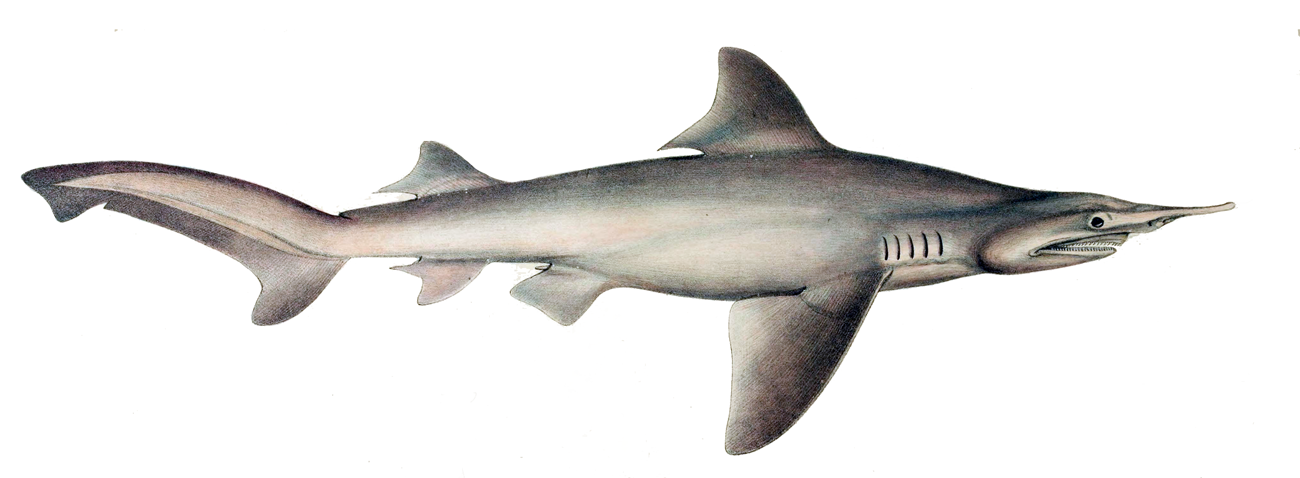
記載論文内のイラスト

1839年、ドイツの生物学者ヨハネス・ペーター・ミュラーとヤーコプ・ヘンレの著作Systematische Beschreibung der Plagiostomenの中でCarcharias oxyrhynchusとして記載された。種小名oxyrhynchusは古代ギリシャ語oxys（尖った）、rhynchos（吻）に由来する。1862年、米国の魚類学者Theodore Gillは古代ギリシャ語isos（等しい）、gomphos（釘）、odous（歯）に由来するIsogomphodon属を創設した。だが、1950年にStewart Springerによって復活されるまで、これはCarcharhinus（メジロザメ属）のシノニムとされていた。
1950年より長らくツバクロザメ属Isogomphodonとされてきたが、独自の形態とされてきたものは属を分ける有効性がない事、ミトコンドリアマーカー、核DNAマーカーの分析より記載当初のメジロザメ属Carcharhinusとするのが妥当という研究結果より、現在はメジロザメ属とする分類が受け入れられている。

## 分布

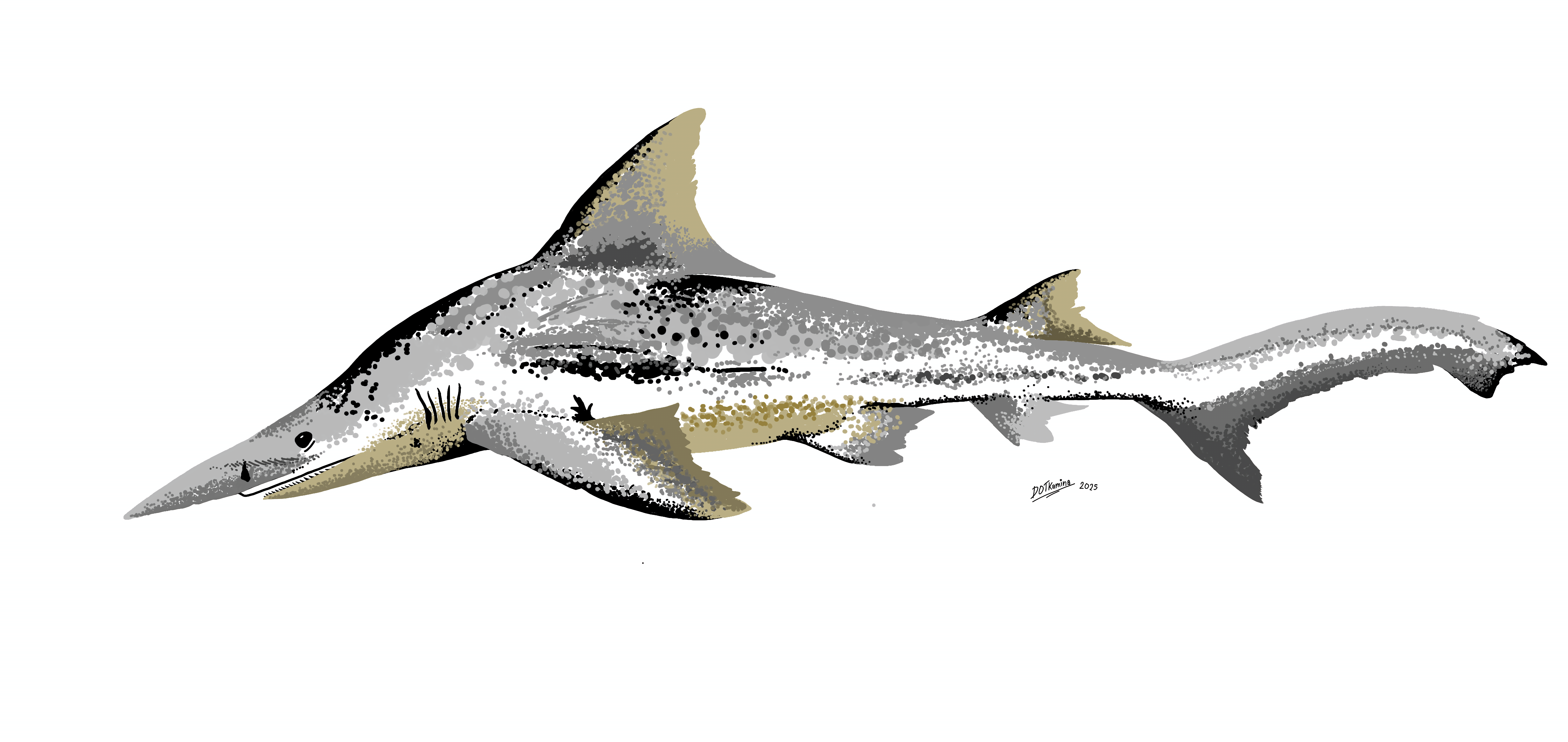
「ツバクロザメ」のアーティストによるイラスト。

南米北東部で見られ、トリニダード島・ガイアナ・スリナム・フランス領ギアナ・ブラジル北部に分布する。公式には確認されていないが、バイーア州でも漁業者によって報告されている。
沿岸の深度4-40mに住み、濁った水を好む。雌は雄より深い場所で見られる。分布域は熱帯の大陸棚で、マングローブが広がりアマゾン川のような多くの川が流れ込む。塩分濃度は20-34‰、潮差は7mに達する。あまりにも低い塩分濃度には耐えられず、乾季（6-11月）は沿岸にいるが雨季（12-3月）は沖合に退避する。長距離の回遊は知られていない。

## 形態

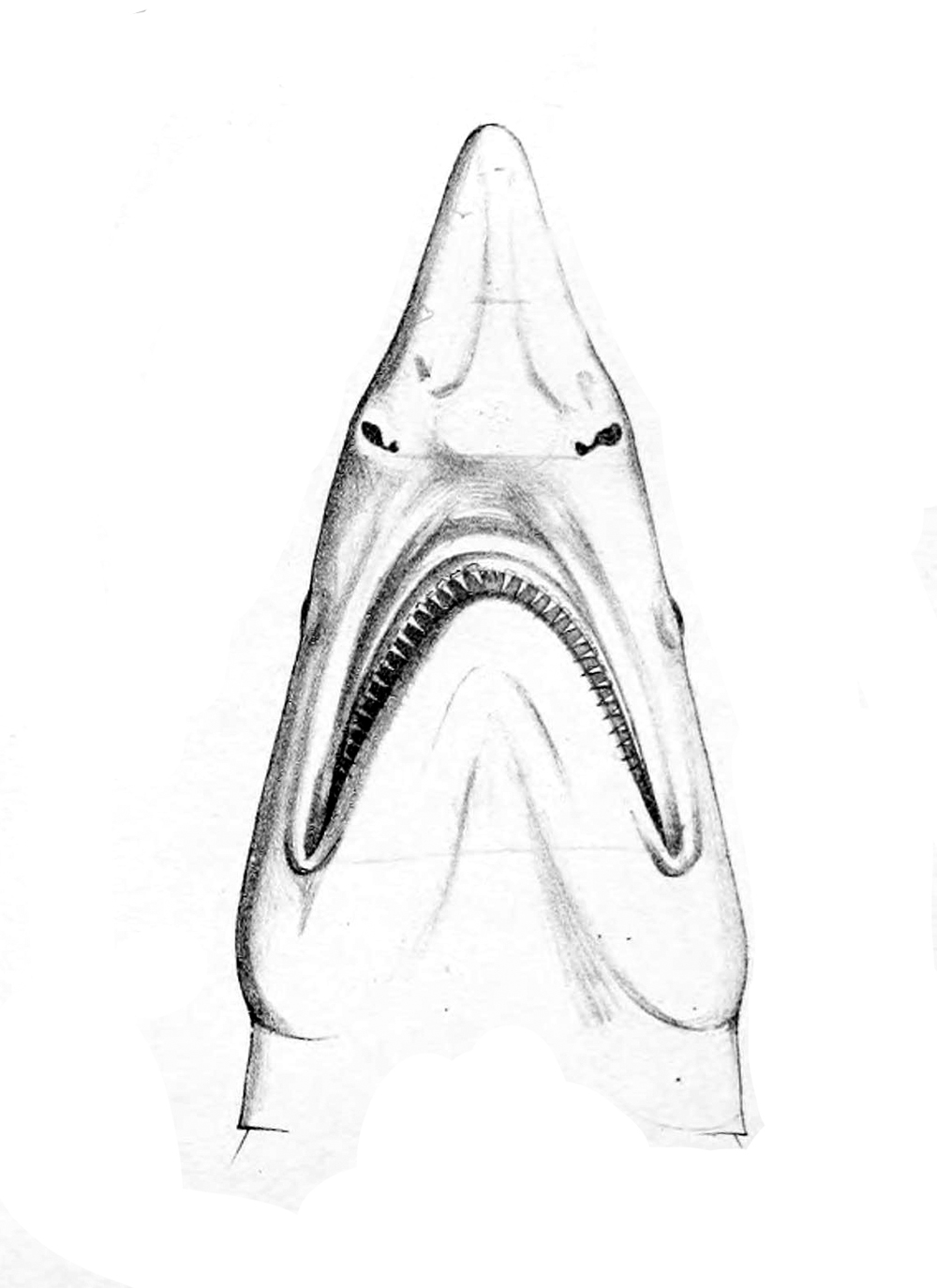
頭部腹面

吻は非常に長くて平たく先端が尖り、上からは三角形に見える。眼は丸くて小さく、瞬膜がある。鼻孔は小さく、顕著な前鼻弁はない。口角には短く深い溝がある。上顎歯列49–60、下顎歯列49–56。歯には細く直立した尖頭がある。上顎歯は下顎歯と比べ、鋸歯があり幅広くて平たい。
体は頑丈で、大きな櫂状の胸鰭は第五鰓裂直下に位置する。第一背鰭は胸鰭基底の半分ほどの場所から始まる。第二背鰭は臀鰭の少し前方に位置し、第一背鰭の半分程度の大きさである。臀鰭は第二背鰭より小さく、後縁に深い欠刻がある。尾鰭下葉はよく発達し、尾柄上面には三日月型の欠刻がある。背面は灰色で、茶色・黄色味を帯びることもある。腹面は明色。雄は全長1.4m、雌は1.6m。最大全長は2.0-2.4m。最大体重は13kg。

## 生態
分布域ではCarcharhinus porosus ・ウチワシュモクザメが優占種である。長い吻と小さい眼は、濁った水中で視覚より触覚・電気受容器に頼るようになった結果だと考えられる。このような吻を持つ種には深海性のものが多く、ミツクリザメ・ヘラザメ・テングギンザメなどが挙げられる。大きな顎と細かい歯は小魚の群れを捕食することに適する。獲物はニシン・アンチョビ・ナマズ・ニベなどが知られる。
胎生で卵黄を使い切った胎児は卵黄嚢を胎盤に転換する。雌は一年おきに2–8匹の仔魚を産む。妊娠期間は1年。母体の大きさと産仔数に相関はない。交尾・出産は雨季に合わせて約6ヶ月行われるが、周囲の環境に合わせて4ヶ月以上はずらすことができる。雌は浅瀬の成育場で出産し、その一つがブラジルのマラニョン州にある。
出生時は全長38-43cm。雄は103cm・5-6年で、雌は115cm・6-7年で性成熟する。寿命は最低でも雄で7年、雌で12年。成長率から推定すると、最大の雄は12歳、雌は20歳である 。

## 人との関連
体や歯が小さいため人に危害は加えない。トリニダード・ガイアナ・スリナムなどでは伝統漁法で少数が漁獲される。また、乾季にブラジル北部のエスチュアリーで営まれる、ミズタマサワラやナガニベ属のCynoscion acoupa を対象とした刺し網で、10匹に1匹程度の頻度で混獲される。現地の市場ではよく見られるが、重要魚種ではない。繁殖力が低く乱獲に弱いこと、分布域が限られることからIUCNは保全状況を絶滅寸前としている。漁獲圧が高まっているため、ブラジルでは過去数十年で90%以上減少しており、他の地域でも同規模の減少が見られる。IUCNは速やかな漁業監視・保全対策の必要性を訴えている。